# Elkinsia
Elkinsia Rothwell, Scheckler et Gillespie, 1989 es un género de Spermatophyta perteneciente a la división Pteridospermatophyta, un grupo basal de Gymnospermae. Los restos fósiles de este vegetal fueron hallados en un yacimiento correspondiente a la Formación Hampshire, del periodo Pragiense del Devónico Medio, cerca de la localidad de Elkins, Virginia Occidental, Estados Unidos.
La única especie conocida hasta el momento, Elkinsia polymorpha Rothwell, Scheckler et Gillespie, 1989, está caracterizada por la presencia de ramificaciones de hasta cuarto orden. El eje principal tendría un cilindro vascular trilobulado y portaría frondes bipinnados con pínnulas lanceoladas en su zona media y estructuras reproductivas en su ápice. Estas estructuras estarían a su vez formadas por cúpulas tetralobuladas con segmentos estériles con función protectora y segmentos fértiles. Los ovarios situados en los segmentos fértiles contenían un único óvulo.

## Descripción
Los restos fósiles conocidos del género Elkinsia están formados por estructuras reproductivas, cúpulas portadoras de macrosporangios, por los ejes que las portaban y por los frondes situados en estos. En los especímenes mejor conservados se aprecia una longitud máxima de 53 cm en las ramificaciones. Los ejes primarios tienen aproximadamente 0,8 mm de diámetro y dicotomizan cruciadamente, con una división perpendicular a la precedente, al menos cuatro veces hasta formar un fronde. Las divisiones primarias son, por lo general, anisótomas, formando segmentos de diferente longitud. Los ejes presentan una estriación longitudinal y en ninguna de las muestras se han conservado estomas.
Asociadas a los fósiles se conservan las estructuras fotosintéticas de estos vegetales. Unidas a los ejes a partir de segundo orden, en el fronde propiamente dicho, aparecen unos raquis estrechos de 2 cm de longitud y 1 cm de grosor. Cada una de las estructuras se divide pinnadamente en la base y dicótomamente en el extremo formando pínnulas de hasta 1 mm de longitud. La superficie de las pínnulas aparece marcada por una fina estriación longitudinal que se ha interpretado como reflejo de la venación a pesar de que el sistema vascular en este nivel no se ha conservado.
En el extremo distal del eje principal se localizan las estructuras reproductivas, unas cúpulas multilobuladas portadoras de ovarios. Las cúpulas tienen tamaños muy variables, de 7 a 12,5 cm de longitud medida desde su unión al eje que las sujetan y entre 6 y 12 cm de anchura. Morfológicamente son similares a las observadas en la especie Archaeosperma arnoldii. Las cúpulas están formadas por cuatro segmentos en dos grupos, cada grupo con dos segmentos y enfrentados entre sí. Cada segmento a su vez está formado por un lóbulo estéril y un lóbulo fértil. La primera de las dicotomizaciones tiene siempre lugar de forma cruciada respecto a la división del eje portador formando dos ejes claramente diferenciados que en algunos ejemplares aparecen solapados. La segunda dicotomización produce por una parte el eje portador de ovarios, el lóbulo fértil, y por otra el lóbulo estéril que dará lugar al siguiente segmento. La última dicotomización produce siempre un lóbulo fértil y un lóbulo estéril en ángulos menores a 180°. De este modo se forma una estructura planar curvada, con cuatro lóbulos a diferentes niveles, cada uno de los cuales abraza un ovario. Los lóbulos estériles terminan siempre en dos segmentos agudos rectos o levemente curvados. Los lóbulos fértiles por su parte forman receptáculos con cuatro cortos ejes agudos que contienen en su interior un macrosporangio u ovario erecto, paralelo al eje con un corto pedúnculo.
Los ovarios, cuatro por estructura, tienen sección ovoide isodiamétrica con entre 1 y 2,6 mm de diámetro y entre 3,5 y 6,5 mm de longitud. En la zona de unión al corto eje portador tienen un diámetro variable entre 0,5 y 0,8 mm. Está formado por una capa externa o tegumento formada por entre cuatro y cinco pequeños lóbulos elongados que permanecen fusionados en su tercio inferior, manteniendo dentro la chalaza y la nucela. A partir de la mitad de la estructura hasta el ápice los lóbulos permanecen separados dejando al descubierto la cámara polínica.
Al interior la nucela está formada por un tejido multicelular que forma una prominente cámara polínica en el ápice. La membrana de la nucela, por su parte, está formada por células elongadas radialmente. En el interior de la nucela aparece la membrana de la megaspora, con un grosor de entre 8 y 10 μm, que envuelve al óvulo. En los fósiles mejor conservados se ha observado la presencia de un óvulo o megaspora ovoide de unos 2 mm de longitud y 0,8 mm de diámetro en su punto medio. Acompañando a esta megaspora aparecen dos o tres óvulos abortados de entre 200 y 300 μm de diámetro.
La anatomía del cilindro vascular muestra una protostela trilobulada de entre 0,6 y 4,9 mm de grosor formada por traqueidas de xilema. La región central del cilindro está ocupada por un haz central de protoxilema formado por traqueidas de diámetros variables entre 7,5 y 25 μm. Haces secundarios de protoxilema de maduración mesarca aparecen en los extremos de los lóbulos. Al exterior se observa la presencia de un córtex grueso y bien desarrollado formado en su zona más interna por células parenquimáticas de entre 30 y 232 μm en una capa de hasta 2,5 mm de grosor. En la zona externa del córtex aparece un estrato de poco grosor formado por células de esclerénquima de 20 a 130 μm de diámetro. En algunos ejemplos, aproximadamente en una cuarta parte de las muestras, se conoce la presencia de un xilema secundario formado por traqueidas de perfil circular a oval de entre 15 y 88 μm.

## Distribución y hábitat
Los restos fósiles de la especie Elkinsia polymorpha fueron localizados en estratos correspondientes a la Formación Hampshire, cerca de la localidad de Elkins, New Hampshire, Virginia Occidental (Estados Unidos) junto a representantes de los géneros Rhacophyton y Archaeopteris. Los análisis geológicos llevados a cabo en el lugar muestran una sucesión de capas formadas por margas, areniscas y carbones que se corresponderían con entornos de baja energía, probablemente fluviales o lacustres. La aparición de estructuras de turbación, probablemente formadas por el oleaje, y de fósiles marinos en algunas zonas permite suponer que el lugar de deposición se encontraba cerca de la zona litoral. Así, se admite que la Formación Hampshire se corresponde plenamente con una facies deltaica o fluvial sublitoral.

## Taxonomía
Las estructuras cupulares más antiguas conocidas hasta el descubrimiento de Elkinsia datan del periodo Fameniense que es, dentro del periodo Devónico, donde mayor diversidad se encuentra en el grupo de las gimnospermas. En este caso la morfología de la cúpula observada en Elkinsia es muy común y tiene equivalentes muy bien conocidos como las especies Moresnetia zalesskyi, Xenotheca devonica, Archaeosperma arnoldii y Kerryia mattenii. Todas ellas, como Elkinsia, presentan estructuras equivalentes caracterizadas por la dicotomización cruciada y la nerviación trilobulada y portan cuatro ovarios en cada cúpula, salvo Kerryia, que porta entre cuatro y seis. No existen dudas sobre la adscripción de este género al grupo de las gimnospermas vista la morfología de sus estructuras reproductivas. Dado que la datación de los sedimentos en los que aparece el vegetal da una cronología muy temprana, el Pragiense, debería situarse el género como forma basal de gimnosperma dentro de Pteridospermatophyta siendo en la actualidad la especie más primitiva del grupo.